# Torrington (Wyoming)
Torrington é uma cidade localizada no estado norte-americano de Wyoming, no Condado de Goshen, do qual é sede.

## Demografia
Segundo o censo norte-americano de 2000, a sua população era de 5776 habitantes.
Em 2006, foi estimada uma população de 5487, um decréscimo de 289 (-5.0%).

## Geografia
De acordo com o United States Census Bureau tem uma área de
9,2 km², dos quais 9,2 km² cobertos por terra e 0,0 km² cobertos por água. Torrington localiza-se a aproximadamente 1251 m acima do nível do mar.

## Localidades na vizinhança
O diagrama seguinte representa as localidades num raio de 36 km ao redor de Torrington.